# Transflutryna
Transflutryna – szybko działający środek owadobójczy o wzorze sumarycznym C15H12Cl2F4O2.
Transflutrynę stosuje się wewnątrz pomieszczeń przeciw muchom, komarom i karaczanom. Jest substancją stosunkowo lotną (t. topn. 32 °C, t. wrz. 135 °C), działającą kontaktowo i przez inhalację.